# Francis Moze
Francis Moze (...) è un bassista e tastierista francese noto per la sua militanza nei gruppi di rock progressivo Magma e Gong.

## Carriera

### I Magma
Dopo aver inciso dei 45 giri con gruppi minori francesi, entrò a far parte della prima formazione dei Magma nel 1969. Partecipò a un tour della band suonando le tastiere, ma venne poi spostato al basso, lo strumento che avrebbe maggiormente utilizzato in seguito. Rimase con i Magma fino al 1972, dopo che la band aveva pubblicato i primi due album ed un terzo sotto il nome Univeria Zekt. Di rilievo era stata la sua partecipazione nel 1971 al disco La Question della connazionale Françoise Hardy, a cui sarebbe seguita nel 1975 la collaborazione in Un Recueil De Mes Poésies della stessa Hardy.

### I Gong
Nel 1972 entrò nei Gong, gruppo di punta del progressive/space rock e strettamente legato con la scena di Canterbury. Fu invitato nel nuovo tour della band dopo che il precedente bassista Christian Tritsch aveva scelto di passare a suonare la chitarra. Nel gennaio del 1973 fu inciso Flying Teapot, il primo album della trilogia 'Radio Gnome Invisible', considerato uno dei migliori dei Gong, nel quale Moze compose la musica della title track. Le sedute di registrazione si rivelarono burrascose, con Moze a litigare con quasi tutti gli altri musicisti. Questo ed altri problemi indussero i fondatori Daevid Allen e Gilli Smyth ad abbandonare temporaneamente il gruppo. Gli altri componenti intrapresero un 'tour' sotto il nome Paragong con Mike Howlett al basso, e Moze lasciò così i Gong.
Tornò a far parte del gruppo nel 1976 per registrare Gazeuse!, un album di musica strumentale consacrato al jazz rock di cui compose un brano. I Gong erano profondamente cambiati dopo che l'anno precedente ne erano nuovamente usciti Allen e la Smyth; la band era stata affidata al batterista francese Pierre Moerlen dalla Virgin, a quel tempo casa discografica dei Gong, ed il sound aveva perso la connotazione psichedelica che aveva caratterizzato i primi lavori. Anche in questa formazione Moze faticò ad ambientarsi e si scontrò con Moerlen sull'impostazione da dare al disco, cercando di imporre un jazz più basato sull'improvvisazione. Alla fine delle registrazioni uscì nuovamente e in via definitiva dal gruppo, che fu costretto a prendere il nome Pierre Moerlen's Gong dopo che i componenti originali si erano riuniti per una serie di concerti. Nel 1978, Moze strinse una relazione sentimentale di breve durata con l'alsaziana Mireille Bauer, che aveva suonato con lui nei Gong ed era stata la ragazza di Moerlen.

### Altre collaborazioni
Dopo l'uscita dai Gong, Moze riprese a collaborare nei lavori di altri musicisti. Tra il 1977 ed il 1980, suonò in un 45 giri e in due album del cantautore Jacques Higelin, mentre nel 1979 prese parte a un disco di Dan Ar Braz. Nel 1982 registrò il proprio unico album, Naissance, immerso nelle atmosfere della fusion. Nell'aprile del 1988 si unì al John Greaves Group di cui, oltre a John Greaves (tastiere e voce), facevano parte l'ex batterista di Gong e Hatfield and the North Pip Pyle ed il chitarrista Red Mitchell. Il gruppo si sciolse dopo soli due mesi per l'incompatibilità musicale tra Greaves e Moze.
Gli impegni professionali si diradarono alla fine degli anni ottanta. Le ultime registrazioni che furono pubblicate risalgono al 1989; sono 3 tracce nell'album Pazapa dei fratelli  Alain e Yvon Guillard, nel quale parteciparono anche Pip Pyle, Sophia Domancich e alcuni ex componenti dei Magma.

## Discografia

### Solista
1982: Naissance - edizione discografica non disponibile

### Con i Magma
- 1970: Magma - Philips Records (ristampato con il titolo Kobaïa)
- 1971: 2 - Philips Records (pubblicato in seguito con il titolo 1001° Centigrades)
- 1972: Altcheringa / Ündïa - Theleme (Promo 45 giri pubblicato dai Magma con lo pseudonimo Univeria Zekt)
- 1972: The Unnamables - Theleme (album pubblicato dai Magma con lo pseudonimo Univeria Zekt)
- 1977: Inedits - Tapioca (raccolta di vecchio materiale inedito in cui Moze compare nel solo brano Terrien Si Je T'ai Convoque)
- 1985: Mythes Et Légendes Vol.1 - Label Du Bon Indépendant, Pathé Marconi (raccolta di vecchio materiale)
- 1996: Concert 1971 - Bruxelles - Théâtre 140 - Seventh Records (live registrato nel 1971)
- 2006: Puissance 13+2 - Musea (registrazione dal vivo dei primi anni settanta allo Château d'Hérouville di 13 gruppi, con un brano dei Magma)
- 2008: Studio Zünd - Seventh Records, Le Chant Du Monde (raccolta retrospettiva del gruppo contenente i CD dei 9 album in studio ed un doppio CD di brani inediti del 1970 con Moze)

### Con i Gong
- 1973: Flying Teapot - Virgin Records
- 1976: Gazeuse! - Virgin Records

### Altre collaborazioni
- 1969: Zorgones: Herr Doktor Reich / Mon Velo Est Bleu - Mercury (45 giri)
- 1969: Castel & Vendome: Solstice - Medicis (45 giri)
- 1970: Françoise Hardy: La Question - Sonopresse
- 1970: Gilles Elbaz: Gilles Elbaz - Disques Alvarès 	1970
- 1972: Zabu: My Coffin's Ready - Theleme
- 1972: Pierre Vassiliu: "Attends" - Barclay
- 1973: Claude Engel: Claude Engel - CBS Records
- 1973: Troc: Old Man River - Cy Records (45 giri)
- 1974: Françoise Hardy Un Recueil De Mes Poésies - Epic/Sony
- 1977: Jacques Higelin: Jaloux D'Un Rêve / Denise - EMI (45 giri)
- 1978: Jacques Higelin: No Man's Land - Pathé
- 1978: Laurent Thibault: Mais On Ne Peut Pas Rêver Tout Le Temps - Ballon Noir
- 1979: Dan Ar Bras: The Earth's Lament - Hexagone
- 1980: Jacques Higelin: La Bande Du Rex - Carrere Records
- 1980: Sheila: Pilote Sur Les Ondes - Carrere Records
- 1980: Gilles Elbaz: Dix Ans De Chansons - Intégrale Discographique 1970/1980 - edizione discografica non disponibile
- 1984: Blaspheme: Blaspheme - Lizard Records (registrazione dal vivo del 1983, dove Moze lavora come fonico e suona il piano nella traccia Sanctuaire)
- 1988: Michel Altmayer: Troll Vol. 2 - Musea (Moze suona il basso nei brani Impressions For Tomorrow e When Come The Night
- 1989: Alain* & Yvon Guillard: Pazapa - Cerise, Gimini Music
- 1996: Rhesus O: Rhesus O - Musea (registrato allo Château d'Hérouville nel 1971)
- 2001: Felicidade A Brasil: A Felicidade - Tekkiphone (album di bossa nova registrato nei primi anni settanta)
- 2001: Laurence Vanay: Best Of - Assyel Productions (raccolta di vecchi brani)